# Guyana
La Guyana (o anche Guiana; AFI: /ɡuˈjana/), il cui nome ufficiale è Repubblica Cooperativa di Guyana (in inglese Co-operative Republic of Guyana), è uno Stato sovrano dell'America meridionale.
Si estende su una superficie di 214970 km², la sua popolazione è di 835 308 abitanti e la capitale è Georgetown.
Si affaccia sulla costa settentrionale del continente sudamericano, ed è bagnata a nordest dall'oceano Atlantico; a est confina con il Suriname, a nordovest con il Venezuela e a sud e sudovest con il Brasile.
Colonia britannica dal 1814 (e unico Paese del Sudamerica la cui lingua ufficiale è l'inglese), ricevette l'indipendenza dal Regno Unito nel 1966.
Dal 1970 è anche membro del Commonwealth.
Al 2017 il 41% della popolazione della Guyana viveva al di sotto della soglia di povertà, con meno di 5,50 $ al giorno.

## Storia
È un territorio storicamente abitato da diverse tribù aruachi e caribi. L'attuale Guyana, le cui coste furono avvistate già nel 1498 da Cristoforo Colombo nel corso del suo terzo viaggio in America, fu esplorata dagli europei a partire dai primi anni del Cinquecento. Tuttavia, solo nel Seicento gli olandesi vi fondarono insediamenti stabili, dando vita a tre diverse colonie: Essequibo (1616), Berbice (1627) e Demerara (1752). Verso la fine del Settecento i britannici assunsero il controllo dell'area. Nel 1814 gli olandesi cedettero formalmente al Regno Unito le tre colonie ai sensi della Convenzione di Londra del 1814. A partire dal 1831, costituirono un'unica colonia nota come Guyana britannica.
Per più di due secoli, la tratta degli schiavi ha fornito manodopera alle piantagioni europee in Guyana. Nel corso del tempo si formarono comunità di schiavi, noti come cimarroni (maroon in inglese), che fuggivano ai loro padroni riparandosi nelle foreste e mescolandosi agli indios. Dopo l'abolizione della schiavitù nel 1838, gli ex schiavi abbandonarono in massa le piantagioni di canna da zucchero nonostante le restrizioni per fermare queste partenze. I piantatori sostituirono allora gli ex schiavi con lavoratori con contratto di lavoro vincolato, per lo più provenienti dall'India. L'arrivo di queste decine di migliaia di lavoratori indiani ha limitato il potere contrattuale degli ex schiavi neri e ha gettato le basi per un antagonismo tra le due principali componenti etniche della popolazione della Guyana.
Nel 1889 il Venezuela avanzò rivendicazioni sulla Guayana Esequiba, l'insieme di terre comprese tra il confine e il fiume Essequibo. Dieci anni più tardi, un tribunale internazionale assegnò tali terre alla Guyana Britannica. Ancora oggi, tuttavia, il Venezuela rivendica più della metà del territorio dell'odierna Guyana. Durante la seconda guerra mondiale, il Regno Unito concesse agli Stati Uniti l'utilizzo dei propri aeroporti in America meridionale, tra cui quelli situati in Guyana.
All'inizio degli anni cinquanta, il movimento indipendentista riuscì a unire la classe operaia della Guyana attorno al rifiuto del colonialismo britannico. Nel 1953, una nuova costituzione ha stabilito il suffragio universale. Le elezioni dell'aprile 1953 diedero la maggioranza al Partito progressista del popolo, considerato troppo di sinistra dall'Ufficio coloniale. Tra le prime leggi del nuovo governo ci fu l'obbligo per le aziende di riconoscere il diritto di organizzazione. Le truppe furono inviate e la Costituzione sospesa. L'Ufficio coloniale giustificò questa decisione affermando che "il governo britannico ha deciso che la Costituzione della Guyana deve essere sospesa per evitare la sovversione comunista del governo e una pericolosa crisi dell'ordine pubblico e degli affari economici".
Nel 1963, il governo progressista del Primo Ministro Cheddi Jagan resistette a un tentativo di colpo di Stato che provocò la morte di 170 persone.
L'indipendenza fu proclamata nel 1966. Il 23 febbraio 1970 la Guyana divenne una repubblica, pur rimanendo nell'ambito del Commonwealth. Negli anni successivi all'indipendenza, sia gli Stati Uniti sia il Regno Unito influenzarono pesantemente la politica interna del Paese, appoggiando le forze filooccidentali a scapito di quelle di Cheddi Jagan, di stampo marxista ed espressione della comunità etnica maggioritaria, ossia quella proveniente dall'India, altro dominio britannico.

## Geografia

### Morfologia
La Guyana è prevalentemente pianeggiante con montagne ad ovest ed a sud, che fanno da confine rispettivamente con il Venezuela ed il Brasile.

### Idrografia
I fiumi principali sono l'Essequibo e il Cuyuni.

### Clima
Il clima è tropicale con estati afose e inverni umidi.

## Società

### Evoluzione demografica
Secondo le statistiche delle Nazioni Unite, la popolazione della Guyana nel 2010 era di 784 894 abitanti, divisa in quattro gruppi principali:
- indiani o indo-Guyana (circa il 50%), che vivono generalmente nelle zone rurali;
- africani e afro-Guyana (tra il 36 e il 43%), che vivono generalmente nei centri urbani;
- nativi americani (tra il 4 e il 7%), residenti in zone interne;
- di origine cinese ed europea -soprattutto portoghesi e britannici- (circa il 2%).

Il 90% della popolazione vive nella zona costiera, dove la densità di popolazione raggiunge i 115 abitanti per km². Tra le comunità indiane e africane c'è spesso una grande tensione, che si riflette nella sfera politica. L'emigrazione è un problema persistente nella storia del paese: infatti il numero di cittadini residenti all'estero è stimato in circa 500 000 persone. Dopo l'indipendenza, più di 11 000 persone ogni anno sono emigrate negli Stati Uniti. Altri hanno raggiunto il Canada, il Regno Unito e il Venezuela che, grazie alla sua vicinanza ad altri paesi dei Caraibi di lingua inglese, è la destinazione preferita dei migranti.

### Lingue
L'inglese è la lingua ufficiale. Molto diffusa è anche una lingua creola, il creolo della Guyana, basato sull'inglese, dalla grammatica non ancora standardizzata, che presenta influssi africani e indiani. Estinti sono invece due altri idiomi creoli, quali lo skepi e il berbice, basati sull'olandese. Piccole comunità indigene continuano a utilizzare i propri idiomi.
Le migrazioni provenienti dal subcontinente indiano hanno determinato la diffusione delle lingue urdu-hindi e tamil.
La lenta crescita politica regionale, la costruzione di strade che collegano Venezuela e Brasile, le migrazioni e l'influenza di Venezuela e Brasile fanno sì che la Guyana si inserisca sempre più nella cultura sudamericana, dominata da lingue romanze come il castigliano e il portoghese, a discapito del retaggio anglosassone.

### Religione
La religione più praticata è quella cristiana, professata dal 57% della popolazione. I cristiani sono però divisi in varie confessioni (16,9% pentecostali, 8,1% cattolici, 6,9% anglicani, 5% avventisti del settimo giorno, 20% altri cristiani), La seconda fede religiosa è l'induismo (23,4%), praticato dagli immigrati indiani. Vi sono anche minoranze di musulmani (7,3%) e di fede bahá'í (0,1%), religioni anch'esse giunte in Guyana con le migrazioni dall'India, rastafariani (0,5%), altre fedi incluso l'ebraismo (2,2%); il 4,3% si dichiara ateo.
- Cristiani 57%
  - Altri cristiani 20%
  - Pentecostali 16,9%
  - Cattolici 8,1%
  - Anglicani 6,9%
  - Avventisti del settimo giorno 5%
- Induisti 23,4%
- Musulmani 7,3%
- Atei 4,3%
- Ebrei 2,2%
- Rastafariani 0,5%
- Bahá'í 0,1%

## Ordinamento dello Stato
La forma di governo è una repubblica presidenziale democratica, in cui il presidente della Guyana è sia capo di Stato sia capo del governo e di un sistema multipartitico. Il potere esecutivo è esercitato dal Presidente e dal Governo. Il potere legislativo spetta sia al presidente sia all'Assemblea nazionale della Guyana. Storicamente, la politica è una fonte di tensione nel Paese e violente rivolte sono scoppiate spesso durante le elezioni. La Costituzione della Guyana risale al 6 ottobre 1980.

### Suddivisioni amministrative
| Regione                              | Capoluogo       | Abitanti | Superficie km² | Densità (ab/km²) | Località principali                 |
| ------------------------------------ | --------------- | -------- | -------------- | ---------------- | ----------------------------------- |
| Barima-Waini                         | Mabaruma        | 18 516   | 20 339         | 0,9              | Matthews Ridge, Morawhanna          |
| Cuyuni-Mazaruni                      | Bartica         | 17 941   | 47 213         | 0,4              | Issano, Kamarang                    |
| Demerara-Mahaica                     | Paradise        | 310 758  | 2 233          | 139,2            | Enmore, Georgetown                  |
| Berbice Orientale-Corentyne          | New Amsterdam   | 148 967  | 36 255         | 4,1              | Springlands                         |
| Isole Essequibo-Demerara Occidentale | Vreed en Hoop   | 102 760  | 3 755          | 27,4             | Enterprise, Parika                  |
| Mahaica-Berbice                      | Fort Wellington | 55 556   | 4 170          | 13,3             | Rosignol                            |
| Pomeroon-Supenaam                    | Anna Regina     | 41 966   | 6 196          | 6,8              | Charity                             |
| Potaro-Siparuni                      | Mahdia          | 5 672    | 20 052         | 0,3              | Suddie                              |
| Alto Demerara-Berbice                | Linden          | 38 598   | 17 081         | 2,3              | Christianburg, Ituni, Kwakwani      |
| Alto Takutu-Alto Essequibo           | Lethem          | 15 338   | 57 790         | 0,3              | Apoteri, Biloku, Dadanawa, Isherton |

## Ambiente
È protetto solo lo 0,05% del territorio. Sono state inoltre identificate altre 14 aree di interesse biologico per creare ulteriori territori protetti, identificati con il progetto National System Area. A differenza di altre zone del Sud America, oltre il 70% dell'habitat naturale del Paese è intatto. La ricca storia naturale della Guyana britannica venne descritta da primi esploratori, Sir Walter Raleigh e Charles Waterton e poi dai naturalisti Sir David Attenborough e Gerald Durrell.
Nel febbraio 2004, il governo della Guyana ha concesso la proprietà di più di un milione di acri, circa 4047 km² di terre situate nel distretto di Konashen alla comunità Konashen, gestita dal popolo Wai Wai. Questa concessione è la più grande area protetta di proprietà di una comunità del mondo. Questo importante evento è avvenuto in seguito a una richiesta da parte della comunità di Wai Wai sia al governo della Guyana sia al Conservation International Guyana (CIG) per l'assistenza nello sviluppo di un piano sostenibile. Le tre parti hanno firmato un memorandum di cooperazione, che delinea un piano di sviluppo per l'uso sostenibile delle risorse biologiche del Konashen COCA, identifica le minacce alla biodiversità della zona, e aiuta lo sviluppo di progetti per aumentare la consapevolezza, per generare il reddito necessario per mantenere la zona in stato protetto.
Il Konashen COCA è un territorio relativamente unico, in quanto accoglie un alto livello di diversità biologica, una ricchezza quasi incontaminata, luoghi che sulla Terra sono ormai diventati rari. Questo ha dato origine a una serie di industrie ecosostenibili, come l'ecoturismo, capitalizzando con successo la ricchezza biologica del Konashen COCA minimizzando l'impatto sull'ambiente.

### Flora
Più dell'80% della Guyana è ancora coperto da foreste. È la sede naturale di più di mille specie di alberi. Il clima tropicale della Guyana, la geologia unica, e gli ecosistemi relativamente incontaminati, accolgono estese aree ricche di specie e di foresta pluviale, e degli habitat naturali con alti livelli di endemismo. Circa ottomila specie di piante si presentano in Guyana, la metà delle quali non si trovano in nessun altro luogo.
Il sud della Guyana ospita alcune delle più incontaminate distese di foreste sempreverdi nella parte settentrionale del Sud America. La maggior parte delle foreste è dotata di alberi mediamente più alti, di sempreverdi in collina-terra e foreste montane inferiori, con grandi distese di foresta allagata, lungo i principali fiumi. Grazie alla bassissima densità di popolazione umana della zona, la maggior parte di queste foreste è ancora intatta. La Smithsonian Institution ha identificato circa 2 700 specie di piante provenienti da questa regione, che rappresenta 239 famiglie distinte, e ci sono certamente altre specie ancora da registrare. Tale diversità incredibile di piante supporta una ancor più impressionante diversità di vita animale, recentemente documentata da un'indagine biologica organizzata da Conservation International.

### Fauna
La Guyana ha uno dei più alti livelli di biodiversità al mondo: con 1 168 specie di vertebrati, 1 600 specie di uccelli, vanta un insieme di fauna tra le più ricche di mammiferi, rispetto a qualsiasi area di dimensioni comparabili nel mondo.
Le acque pulite e incontaminate dello spartiacque Essequibo supportano una notevole diversità di pesci e invertebrati acquatici, e ospitano lontre giganti di fiume, capibara, e diverse specie di caimani. Sulla terra, i grandi mammiferi, come giaguari, tapiri, cani selvatici, formichieri giganti, scimmie e sakè sono ancora comuni. Oltre 400 specie di uccelli sono state segnalate nella regione, e la fauna di rettili e anfibi è altrettanto ricca. Le foreste Konashen COCA sono anche habitat di innumerevoli specie di insetti, aracnidi e altri invertebrati, molti dei quali sono ancora da scoprire e senza nome.

## Cultura
Fino all'indipendenza, la Guyana era più culturalmente unita alle isole dei Caraibi inglesi, al Suriname e alla Guyana francese. Infatti era abitata da coloni provenienti dal subcontinente indiano, da neri africani e da alcuni europei, soprattutto provenienti dalla Gran Bretagna. Questi diversi gruppi etnici sono rimasti abbastanza distinti e isolati; ogni gruppo segue sia un proprio stile di vita sia una sua cultura, anche se negli ultimi anni si è avviato un lento processo d'integrazione. Nonostante sia parte del territorio del Sudamerica, con un indiretto scambio economico-culturale con gli Stati confinanti, la Guyana è l'unico Paese del Sudamerica dove l'omosessualità viene ancora condannata.
Tra gli scrittori guyanesi ricordiamo Wilson Harris, naturalizzato britannico. In campo musicale da ricordare il musicista e produttore discografico della Guyana Eddy Grant, interprete di singoli di successo come la canzone reggae Gimme Hope Jo'anna (1988).

## Politica
Il sistema politico della Guyana è organizzato come repubblica democratica rappresentativa basata su un sistema semipresidenziale in cui il presidente della Guyana è il capo del governo. Il potere esecutivo è esercitato dal Governo, mentre quello legislativo spetta sia al Governo sia all'Assemblea nazionale della Guyana.
Esiste un'organizzazione che promuove l'integrazione della Guyana con gli Stati Uniti, la GuyanaUSA, basandosi sul fatto che ben 100 000 abitanti della Guyana posseggono la doppia cittadinanza e che i guayanensi residenti negli Stati Uniti sono circa 350 000, ossia circa un terzo della popolazione guayanense complessiva.
Nel contesto della guerra fredda il Congresso Nazionale del Popolo, che si è mantenuto al potere con elezioni truccate, ha avuto il sostegno degli Stati Uniti.
Le elezioni del 1992, che hanno portato al potere il Partito Progressista del Popolo, sono state le prime elezioni libere del Paese dall'indipendenza.

### Istituzioni

#### Sistema sanitario
La Guyana è dotata di un sistema sanitario pubblico.

## Istruzione

### Università
L'Università della Guyana è stata fondata nel 1963.

## Economia
L'economia che un tempo si basava sull'agricoltura commerciale, canna da zucchero, banane, agrumi, palma da cocco e frutti tropicali vari, oltre che sull'esportazione di bauxite, oro e diamanti, oggi dipende fortemente dall'estrazione del petrolio, grazie alla quale nel 2024 la Guyana è diventata uno dei Paesi con il più alto pil pro capite del mondo. La pesca dei crostacei rappresenta per il Paese un'importante attività. La Guyana è molto dipendente dai capitali esteri, dipendenza che genera povertà diffusa e un debito pubblico elevatissimo. L'industria è di basso livello, e si limita a produzioni alimentari: birra, rum, e zucchero. Inoltre il paese è dotato di infrastrutture inefficienti.

### Petrolio
Nel 2015 è stato scoperto al largo delle coste del paese un enorme giacimento di petrolio, che si stima essere uno dei più grandi del mondo, e questo sta cambiando profondamente l'economia del paese, ponendo però in essere anche rischi sociali e ambientali. Si stima che entro il 2028 la produzione di barili aumenterà a 1.2 milioni di unità al giorno, pari all'1.1% della produzione mondiale di greggio. Al 2024 la produzione di circa 380.000 barili al giorno, interamente da pozzi gestiti dalla Exxon. Sempre nel 2024 la Guyana ha stretto un accordo di cooperazione quinquennale e dal rinnovo automatico con l'India, che importa dall'estero l'85% del proprio fabbisogno di greggio.

### Settore terziario

#### Turismo
La Guyana statisticamente riceve un turista all'anno ogni 9,2 abitanti. In virtù della natura incontaminata dell'ambiente e delle foreste, l'ecoturismo in Guyana è una grande risorsa.
| Stati Uniti d'America | 37% |
| Caraibi               | 20% |
| America meridionale   | 19% |
| Altri                 | 24% |

### Esportazioni
| Canada                | 24% |
| Regno Unito           | 21% |
| Stati Uniti d'America | 20% |
| Antille Olandesi      | 9%  |
| Germania              | 6%  |
| Altri                 | 20% |

### Importazioni
| Stati Uniti d'America | 28% |
| Trinidad e Tobago     | 19% |
| Antille Olandesi      | 13% |
| Regno Unito           | 8%  |
| Giappone              | 6%  |
| Altri                 | 26% |

## Sport
La nazionale di calcio della Guyana ha come suo attuale capocannoniere Shawn Beveney, con 22 reti.

### Giochi olimpici
L'unica, al momento, medaglia olimpica vinta dalla Guyana è la medaglia di bronzo nel pugilato, pesi gallo, vinta da Michael Anthony ai Giochi olimpici di Mosca 1980.

## Cucina
In Guyana sono noti il pollo e il pesce affumicato, risalente all'epoca dei pirati. Della cucina guyanese appartengono il Pepperpot guyanese e il Kenkey.

## Ricorrenze nazionali
- 23 febbraio: Republic Day: si celebra la Festa della Repubblica, nel 1970.
- 26 maggio: si celebra l'indipendenza dal Regno Unito, nel 1966.